# 天主教清萊教區
天主教清萊教區（拉丁語：Dioecesis Chiangraiensis）是泰國一個羅馬天主教教區，屬曼谷總教區。
教區範圍包括清萊府、南邦府的敖縣、難府和帕堯府，成立於2018年4月25日。2018年有教友18,062人，佔轄區總人口0.7%。教區下轄十六個堂區，有四十七名司鐸。首任教區主教為若瑟·武提勒·海隆。